# Desire (bài hát của Do As Infinity)
Desire là đĩa đơn thứ 7 của Do As Infinity phát hành năm 2001. Đĩa đơn gồm 2 bài hát có tính gần giống nhau nhưng Desire miêu tả về một người phụ nữ còn Carnaval thì viết về một người đàn ông, điều này được thể hiện qua lời bài hát. 145400 bản đã được bán ra.

## Danh sách
1. "Desire" (Khát khao)
2. "Holiday" (Kì nghỉ)
3. "Carnaval"
4. "Faces" (3SVRemix) (Gương mặt)
5. "Desire" (Instrumental)
6. "Holiday" (Instrumental)
7. "Carnaval" (Instrumental)

## Xếp hạng
| Bảng xếp hạng (2001) | Thứ hạng | Thời gian trụ hạng |
| -------------------- | -------- | ------------------ |
| Oricon Nhật Bản      | 8        | 6 tuần             |